# اعداد رومی
در روم باستان برای نوشتن عددها از بعضی حروف الفبای لاتین با مقادیر زیر استفاده می‌کردند:
| نماد  | I | V | X  | L  | C   | D   | M    |
| مقدار | ۱ | ۵ | ۱۰ | ۵۰ | ۱۰۰ | ۵۰۰ | ۱۰۰۰ |

آنها با پیروی از قانون‌هایی، با ترکیب این نمادها، نمادهای دیگری برای نمایشگاه دیگر اعداد پدید آورده بودند. بعضی از این قوانین بدین شرح بوده‌است:
- هر نمادی که در سمت راست نماد دیگر قرار دارد، چنانچه مقدارش از آن نماد کمتر یا با آن مساوی باشد، ارزش آن نماد را زیاد می‌کند.

III = ۱+۱+۱ = ۳
XI = ۱۰+۱ = ۱۱
VII = ۵+۱+۱ = ۷
- هر نمادی که در سمت چپ نماد دیگر قرار دارد، چنانچه مقدارش از آن کمتر باشد، ارزش آن نماد را کم می‌کند.

IV = ۵-۱ = ۴
IX = ۱۰-۱ = ۹
CD = ۵۰۰-۱۰۰ = ۴۰۰
- هرگاه نمادی بین دو نماد بزرگ‌تر از خود قرار گرفته باشد، ابتدا با نماد سمت راستش ترکیب می‌شود، یعنی از ارزش آن می‌کاهد و بعد، طبق قانون اوّل، تفاضل بر ارزش نماد دیگر اضافه می‌شود.

XIV = ۱۰+(۵-۱) = ۱۴
MCM = ۱۰۰۰+(۱۰۰۰-۱۰۰) = ۱۹۰۰
- برای اعداد بزرگ ( {\displaystyle \leq \,}۵٬۰۰۰ ) در بالای هر نماد خطّی افقی قرار می‌گیرد که ارزش آن را ۱٬۰۰۰ برابر می‌کند. مانند:(۵٬۰۰۰ ={\displaystyle {\overline {V}}})

- برای اعداد خیلی بزرگ ( {\displaystyle \leq \,}۵٬۰۰۰٬۰۰۰ ) شکل فراگیری وجود ندارد امّا گاهی آن‌ها را با دو خطّ افقی در بالای نماد نمایش می‌دهند که ارزش آن نماد را ۱٬۰۰۰٬۰۰۰ برابر می‌کند. مانند:(۵٬۰۰۰٬۰۰۰ =V)

در دستگاه عددنویسی رومی رقم صفر وجود نداشته و برای ترکیب نمادها از دو عمل جمع و تفریق استفاده می‌شده. محاسبات ضرب و تقسیم که امروزه با استفاده از نمادهای دهدهی به راحتی انجام می‌گیرد، ریاضی دانان رومی ساعت‌ها وقت صرف به دست آوردن حاصل آن‌ها می‌کردند. این دستگاه بیشتر از همهٔ دستگاه‌ها در برابر دستگاه‌های جهانی عددنویسی دهدهی مقاومت کرد و برای پایداری خود تا قرن شانزدهم میلادی کوشید. 

## کاربرد
امروزه کاربرد اعداد رومی کم است:

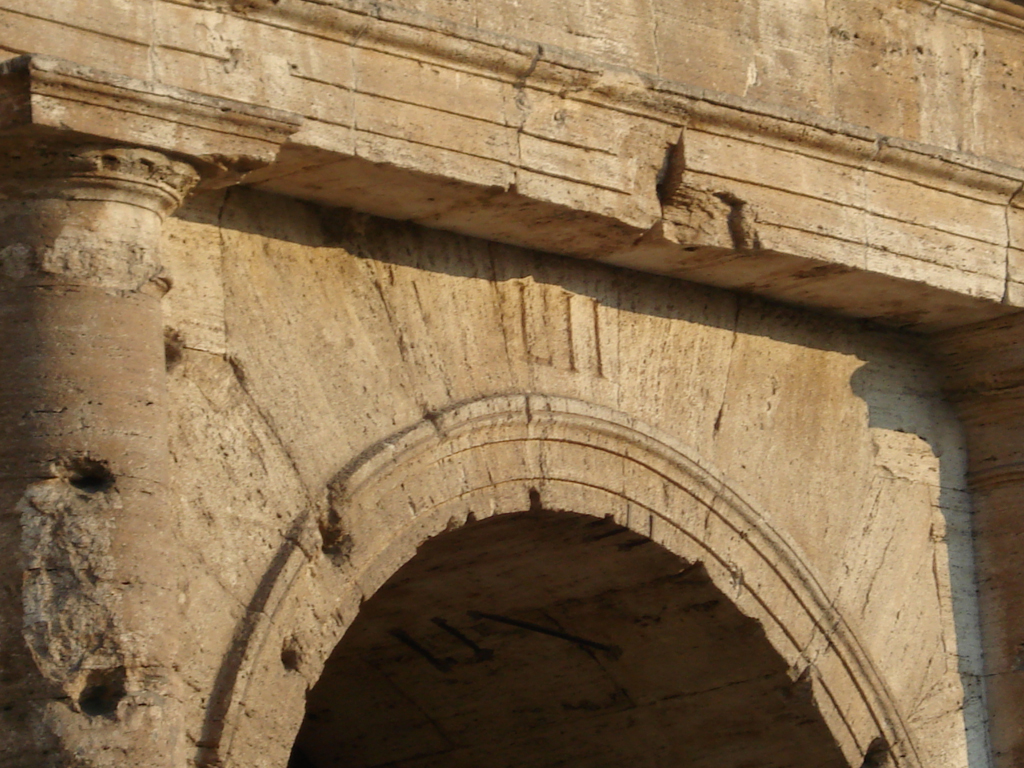
اعداد حک شده بر سردر ورودی پنجاه و دوم (LII) کولوسئوم که هنوز نمایانند.

- گاهی برای نوشتن قرن یا تاریخ میلادی از آن استفاده می‌گردد. در عددنویسی رومی سعی بر این بوده‌است که از یک نماد بیش از ۳ بار استفاده نشود

قرن بیستم: XX
سال 1776: MDCCLXXVI
سال 2018: MMXVIII
- عددهای روی صفحهٔ بعضی از ساعت‌ها نیز با نمادهای رومی نوشته شده‌است.
- در شهرهایی مانند پاریس برای نمایش مناطق شهرداری و تابلوهای خیابان‌ها از این روش عددنویسی استفاده می‌شود.
- در نام‌گذاری ترکیب‌های شیمیایی از اعداد رومی نیز استفاده می‌شود. مثل: آهن(III)نیترات برای Fe(NO3)3
- برای گروه‌ها در جدول تناوبی

## جدول اعداد
| ۱ - ۱۰ | ۱ - ۱۰ | ۱۱ - ۲۰ | ۱۱ - ۲۰ | x ۱۰ | x ۱۰ | x ۱۰۰ | x ۱۰۰ |
| 1      | I      | ۱۱      | XI      | ۱۰   | X    | ۱۰۰   | C     |
| ۲      | II     | ۱۲      | XII     | ۲۰   | XX   | ۲۰۰   | CC    |
| ۳      | III    | ۱۳      | XIII    | ۳۰   | XXX  | ۳۰۰   | CCC   |
| ۴      | IV     | ۱۴      | XIV     | ۴۰   | XL   | ۴۰۰   | CD    |
| ۵      | V      | ۱۵      | XV      | ۵۰   | L    | ۵۰۰   | D     |
| ۶      | VI     | ۱۶      | XVI     | ۶۰   | LX   | ۶۰۰   | DC    |
| ۷      | VII    | ۱۷      | XVII    | ۷۰   | LXX  | ۷۰۰   | DCC   |
| ۸      | VIII   | ۱۸      | XVIII   | ۸۰   | LXXX | ۸۰۰   | DCCC  |
| ۹      | IX     | ۱۹      | XIX     | ۹۰   | XC   | ۹۰۰   | CM    |
| ۱۰     | X      | ۲۰      | XX      | ۱۰۰  | C    | ۱۰۰۰  | M     |
|        |        |         |         |      |      |       |       |